# 미국 국가정보장실
미국 국가정보장실(國家情報長室, United States Director of National Intelligence, DNI)은 미국의 모든 정보기관을 통솔하는 최고 정보기관이다. 2001년 9·11 테러 사건 이후 정보기관을 개편할 필요성이 제기되어 2004년 12월 7일 상원에서 통과된 정보개혁법에 의해 설립됐다.

## 역할
국가정보장은 모든 정보기관을 관리, 감독하는 역할을 맡고 있으며, 군사와 관련된 정보활동의 예산을 제외하고 기존에 국방부 장관이 관할하던 모든 정보기관에 대한 예산 관리 및 분배권을 쥐고 있다. 국장은 장관급이지만 내각의 장관이 되지는 않는다. 국가정보장은 백악관 직속기관이 아니라 외부의 독립기관으로 국가정보장은 정보기관의 정보 기능을 감독하는 것은 물론 실질적인 정보 예산의 결정권과 통제권까지 갖는다. 예산의 결정과 통제권을 국가정보국이 갖게 됨에 따라 국방부는 전쟁 관련 예산만 사용할 수 있게 됐다.

## 같이 보기
- 인텔리피디아
- 오신트